# 阿尔法门
阿尔法门，是西班牙阿拉贡自治区萨拉戈萨省的一个市镇。 总面积102平方公里，总人口1402人（2001年），人口密度14人/平方公里。